# Avarua
Avarua – stolica i największe miasto Wysp Cooka – terytorium stowarzyszonego z Nową Zelandią. Położona jest w północnej części wyspy Rarotonga – największej w archipelagu. Zamieszkuje je 13,6 tys. osób (2006), czyli blisko ⅔ wszystkich mieszkańców terytorium. Miasto położone jest na stosunkowo płaskim obszarze wybrzeża, które wznosi się do surowych gór w głębi lądu. Nabrzeże jest skaliste, choć znajduje się tu kilka piaszczystych plaż. Na wodach w pobliżu centrum miasta znajduje się wrak komercyjnego frachtowca SS Maitai, który osiadł na mieliźnie na przybrzeżnej rafie w grudniu 1916 roku.
W centrum miasta znajduje się Narodowe Centrum Kultury Sir Geoffrey Henry, w którym mieszczą się biura rządowe, Muzeum Narodowe, Biblioteka Narodowa i Audytorium Narodowe. Muzeum Wysp Cooka prezentuje artefakty, w tym rękodzieło Wysp Cooka i pierwszą prasę drukarską na wyspach, która została sprowadzona w latach trzydziestych XIX wieku. Centrum kursów eksternistycznych Uniwersytetu Południowego Pacyfiku zapewnia kursy zawodowe i dyplomowe.

## Transport
Przez miasto przechodzi Ara Tapu, droga biegnąca wokół wyspy, oraz Ara Metua, która dociera do większości wybrzeży wyspy. W odległości około 4km na zachód od Avarui znajduje się Port lotniczy Rarotonga, główne lotnisko Wysp Cooka. Avarua ma dwa porty; port w centrum miasta zapewnia dostęp dla małych łodzi, a port handlowy w porcie Avatiu, na wschód od lotniska, może pomieścić większe statki. 